# Островский, Григорий Ульянович
Григо́рий Улья́нович Остро́вский (7 февраля 1906, Захаровцы — 24 октября 1971, Киев) — советский оператор документального и анимационного кино, фронтовой кинооператор в годы Великой Отечественной войны.

## Биография
Родился в селе Захаровцы (ныне Хмельницкая область, Украина) в крестьянской семье.
В период 1923—1926 годов учился в аэропрофшколе, параллельно работая учителем в Проскурове. С 1927 года проходил обучение в Житомирском землеустроительном техникуме, по окончании которого в 1929 году работал землемером в Проскуровском окружном земельном отделе.
С 1931 по 1932 год служил в Красной армии. Окончил операторский факультет Киевского института киноинженеров в 1937 году и с февраля того же года поступил на Украинскую студию кинохроники в Харькове. В 1939 году в связи с переводом киностудии в столицу продолжил работать в Киеве, а в последующем на корпункте студии во Львове. Накануне войны обзавёлся семьёй.
Призван в Красную армию в первый же день войны в звании инженер-капитан, — был включён в киногруппу Юго-Западного фронта.
Для фильма «Орловская битва» товарищем Островским снято много боевых художественно выразительных сюжетов по ликвидации Орловского плацдарма в сложной боевой обстановке.
— Начальник кинобригады ЦФ инженер-капитан Киселёв
С сентября 1942 года — оператор киногрупп Сталинградского фронта. Снятые им материалы получали в основном одобрение руководства студии: «За полугодие заснял 16 сюжетов, в том числе 3 боевых, 3 сюжета включены в СКЖ, 4 приняты для фильма «День войны», 1 принят для Киносборника, 4 — в Летопись и 4 — в Фильмотеку».
Далее работал в киногруппах Центрального, 1-го Белорусского и 1-го Украинского фронтов. С последним снимал освобождение Украины, Силезии, штурм Берлина.
Со сменой характера боевых действий Красной армии в период наступления у начальника киногруппы 1-го Украинского фронта имелись к Островскому претензии творческого характера:

…показать масштаб проводимой операции, быть в передовых частях войск, показывая с боями их продвижение вперед. Вот этого как раз и не хватает Островскому. Боевого материала непосредственно в ходе операции снято им мало, снятый материал не волнует, не видно авторских хроникёрских наблюдений или отношения к материалу. Большинство съёмок по следам событий.
— Начальник киногруппы Ошурков (РГАЛИ. Ф. 2487. Оп. 1. Д. 1002. Л. 30)
С июня 1945 года — оператор на «Киевучтехфильме» («Киевнаучфильм» — с 1954 года). Автор сюжетов для кинопериодики: «Новости дня», «Социалистическая деревня», «Союзкиножурнал». С  появлением на студии в 1960 году мультипликационного отдела много времени отдавал мультипликации. 
Член Союза кинематографистов СССР (Украинской ССР) с 1958 года.
Скончался 24 октября 1971 года в Киеве.

## Фильмография
- 1942 — День войны (в соавторстве)
- 1943 — Комсомольцы (в соавторстве)
- 1943 — Орловская битва (в соавторстве)
- 1943 — Преодоление немецкой обороны в зимних условиях (раздел V кинокурса «Немецкая оборона и её преодоление») (в соавторстве)
- 1943 — Сталинград (в соавторстве)
- 1945 — XXXVIII Октябрь (в соавторстве)
- 1945 — Берегите хлеб (совместно с Ф. Корневым)
- 1945 — Берлин (в соавторстве)
- 1945 — В Верхней Силезии (фронтовой спецвыпуск  № 2) (в соавторстве)
- 1945 — Помни об опасности! / Береги урожай от пожара
- 1946 — Производство диетических молочных продуктов
- 1948 — Софья Ковалевская
- 1950 — В гостях в колхозе
- 1950 — Электричество сельскому хозяйству (совместно с Г. Вьюнником)
- 1951 — Правила уличной езды
- 1951 — Равняться по лучшим!
- 1952 — Я буду помнить
- 1953 — Валы, оси и опоры
- 1953 — Великое прощание (в соавторстве)
- 1953 — Квадратно-гнездовая кукуруза
- 1954 — Сварные соединения
- 1954 — Строительство дома
- 1954 — Фрезерование винтовых канавок
- 1955 — Винтовые крепёжные резьбы
- 1956 — Резьбы для передачи движения и усилий
- 1956 — Цилиндрические крепёжные резьбы и методы их образования
- 1957 — Великая битва (в соавторстве)
- 1957 — Леся Украинка
- 1957 — Украинские художники-передвижники
- 1958 — Изготовление и применение кирпичных блоков (совместно с И. Лозиевым)
- 1958 — Электронная лампа
- 1959 — Автоматическая износостойкая наплавка
- 1959 — Основные сведения о фрезеровании металлов (раздел II)
- 1959 — Подача воды на пожар в перекачку
- 1960 — Украинские советские мастера живописи (вып. 1)
- 1962 — Великая битва на Волге (из архива; в соавторстве)[15]

Мультипликация
- 1960 — Приключения Перца
- 1961 — Веснянка
- 1962 — Пушок и Дружок
- 1962 — Пьяные волки
- 1962 — Спутница королевы
- 1963 — Золотое яичко
- 1963 — Непоседа, Мякиш и Нетак
- 1964 — Водопровод на огород
- 1964 — Мишка + Машка
- 1964 — Неумойка
- 1965 — Жизнь пополам
- 1965 — Сказка о царевиче и трёх лекарях (в соавторстве)
- 1966 — Маруся Богуславка
- 1966 — Почему у петуха короткие штаны
- 1967 — Колумб причаливает к берегу
- 1969 — Мистерия-Буфф

## Награды
- благодарность Комитета по делам кинематографии за боевой материал по ликвидации Орловского плацдарма (4 сентября 1943)[8];
- орден Красной Звезды (30 октября 1943)[8];
- медаль «За оборону Сталинграда» (1943)[3];
- медаль «За победу над Германией в Великой Отечественной войне 1941—1945 гг.» (1945)[3];
- медали СССР[13].

## Комментарии
1. ↑  В письме начальника Отдела фронтовых киногрупп Главкинохроники М. А. Трояновского новому директору Центральной студии кинохроники А. С. Кузнецову от 23 марта 1944 года содержится просьба позаботиться о семье Островского и помощи с квартирой для них[7].
2. ↑  CКЖ — сокращённо от «Союзкиножурнал»[12].
3. ↑  Из характеристики за подписью директора Центральной студии кинохроники В. Н. Головни и редактора В. М. Попова (РГАЛИ. Ф. 2451. Оп. 1. Д. 66. Л. 26)[11].